# Zenken kojitsu

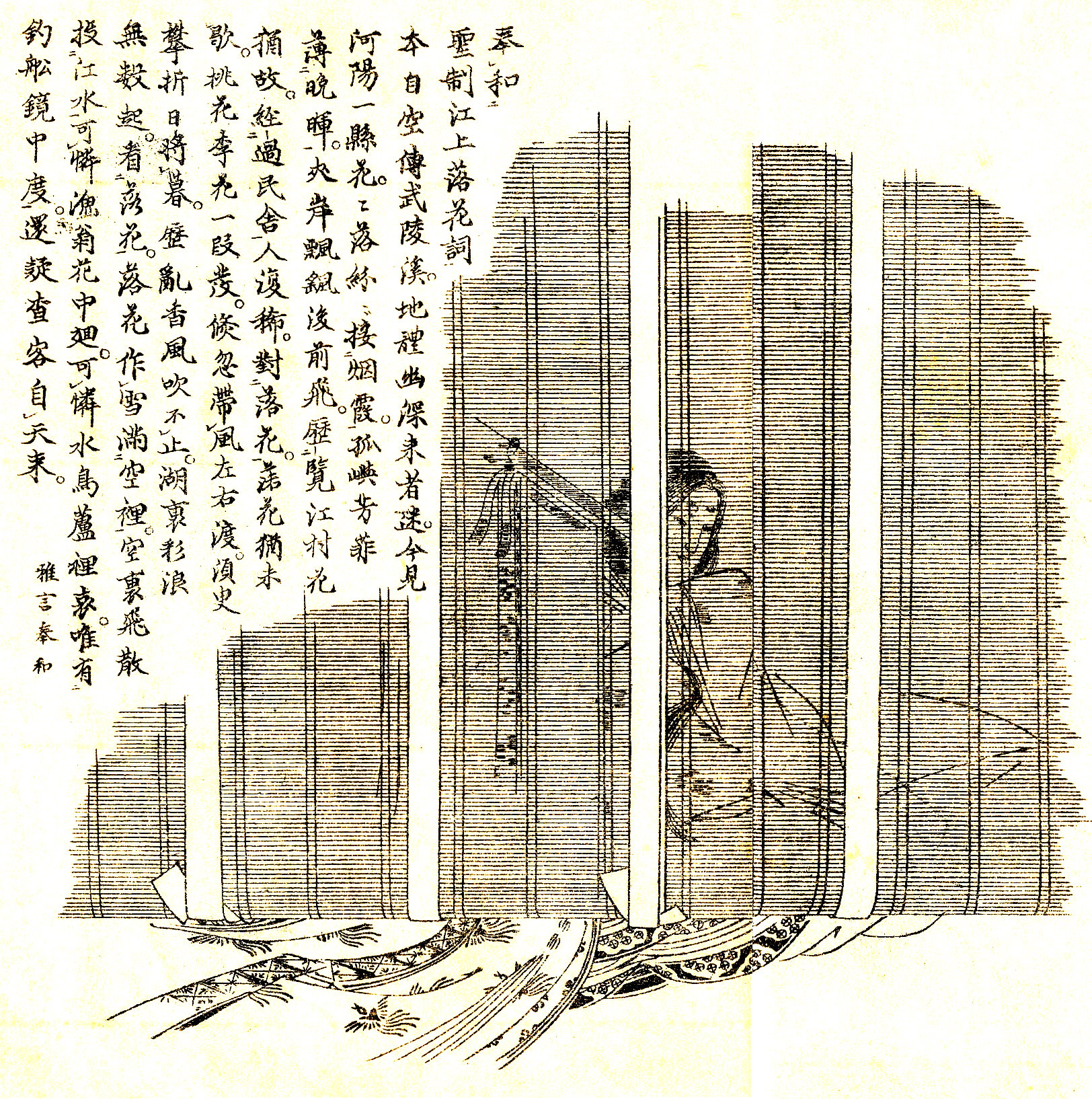
La princesse Uchiko, première saiin, extrait du Zenken kojitsu.

Le Zenken kojitsu (前賢故実) est une collection de biographies de personnalités historiques japonaises composée par Kikuchi Yōsai, publiée de la fin de l'époque d'Edo au début de l'ère Meiji. Elle se compose de dix volumes et d'une vingtaine de livres au total. Parcourant le temps de l'Antiquité à l'époque Nanboku-chō, elle contient des portraits et biographies approximatives en kanbun de 585 membres de la famille impériale, de loyaux vassaux et d'héroïnes historiques. À l'époque de sa parution, elle est révolutionnaire pour ses visualisations de personnages historiques japonais et considérée comme une bible pour l'art historique depuis la naissance de la conscience nationale au milieu de l'ère Meiji.

## Création
Selon une postface par Kikuchi Takeku, le petit-fils de Yōsai, celui-ci commence à écrire la série en 1818 et la termine en 1868. Pendant ce temps, un avant-propos par l'érudit confucéen Matsuda Nobuyuki note que le manuscrit est terminé, on peut donc supposer qu'un premier projet est complet à cette époque. De plus, la première édition du tome 2, livre 4, sort en 1843 mais après cela la publication s'arrête, peut-être pour des raisons commerciales. La série ne paraît probablement pas dans son intégralité avant le début de l'ère Meiji en 1868. Selon l'introduction de la série, il semble que Yōsai avait l'intention de créer un volume supplémentaire de recherches historiques. En 1903, Takeku et l'éditeur Yamashita Shigetani publient une version appelée le 考証前賢故実 (Kōshō zenken kojitsu), qui contient un volume supplémentaire d'enquêtes sur les systèmes et les coutumes du Japon ancien pour un total de 11 volumes.
Le style de l'œuvre est basé sur les portraits biographiques d'artistes chinois tels que Shangguan Zhou (上官周). Dans la création des croquis, Yōsai emprunte aussi les motifs du 集古十種 (Shūko Jisshu) et imite des artistes respectés du passé, tels que Ariwara no Narihira et Ono no Michikaze. Toutefois, certains de ses croquis conservés par le musée national de Tokyo montrent qu'il utilise également des modèles pour saisir des poses. En outre, une bibliographie à la fin du volume 10 dresse la liste de 264 textes différents utilisés pour la recherche de fond, y compris des livres d'histoire dont le Kojiki et le Nihon shoki ainsi que des œuvres littéraires dont le Kokin wakashū et Le Dit du Genji. De plus, le Musée national de Tokyo possède une version du Zenken kojitsu qui inclut des croquis des références utilisées sur chaque page, fournissant ainsi les sources pour les costumes et les biens des personnes illustrées.
En 1850, un exemplaire spécial d'un livre du Zenken kojitsu parvient, par l'intermédiaire du régent Takatsukasa Masamichi, entre les mains de l'empereur Kōmei. De plus, en 1868, une copie sous forme d'estampes de la série complète est présentée à l'empereur Meiji par Sanjō Sanetomi et Higashikuze Michitomi (en). Pour cette réussite, Yōsai se voir décerner en 1875 le titre de Maître peintre du Japon (日本畫士). Cependant, il est important de noter que cette œuvre est enregistrée uniquement dans les documents associés à Yōsai lui-même et ne se retrouve pas dans les documents officiels.

## Influence
Le Zenken kojitsu a un impact immense sur l'art, surtout l'art historique, de la période Meiji durant laquelle il est utilisé comme référence emblématique et sert de manuel sur les systèmes et les coutumes de l'ancien Japon. Le chercheur historique et peintre Seki Yasunosuke (関保之助) rappelle plus tard qu'« il n'est pas exagéré de dire qu'à cette époque, il n'y a pas un artiste historique qui n'a pas étudié le Zenken kojitsu ». Parmi ceux qui empruntent son style figurent non seulement ses élèves, dont Matsumoto Fūko (松本楓湖), Watanabe Shōtei et Suzuki Kason (鈴木華邨), mais aussi d'autres peintres japonais comme Hashimoto Gahō et Kobori Tomoto (小堀鞆音). Kajita Hango (梶田半古), qui adore l’œuvre de Yōsai, enseigne à ses élèves en leur faisant copier le Zenken kojitsu, ce qui produit d'excellents peintres historiques tels que Seison Maeda et Kokei Kobayashi (小林古径).
Les estampes ukiyo-e de l'ère Meiji empruntent aussi souvent au Zenken kojitsu. Tsukioka Yoshitoshi adopte quelques-unes de ses techniques dès 1867 dans son 繍像水滸銘々伝 (Shuzōsuikomeimei-den) et ses œuvres ultérieures continuent à montrer son influence. Yoshitoshi, qui autrefois aspirait à être un disciple de Yōsai, transforme le style scrupuleux du maître en scènes plus intenses grâce à des compositions dynamiques et de vives couleurs. Les élèves de Yoshitoshi, Toshihide Migita et Mizuno Toshikata (水野年方) avec d'autres artistes de cette période comme Kobayashi Kiyochika et Ogata Gekkō, reflètent également son influence ce qui fait du Zenken kojitsu une base pour l'art ukiyo-e de la période.
L'influence du Zenken kojitsu atteint même les domaines de la sculpture et du style occidental de peinture yō-ga. Les tableaux historiques des artistes de style occidental du Meiji bijutsu-kai, tels que Honda Kinkichirō (本多錦吉郎) et Ishii Teiko (石井鼎湖), tiennent compte également de son influence. Hara Bushō (原撫松) copie aussi assidûment le Zenken kojitsu dans sa jeunesse et selon son ami Miyake Kokki (三宅克己), ses camarades à l'école d'art font de même. Le sculpteur Sano Akira (佐野昭), élève auprès de Vincenzo Ragusa, réalise une sculpture de Umashimaji-no-mikoto (ウマシマジ命), le dieu ancêtre du clan Mononobe, qui montre aussi les effets du Zenken kojitsu et se trouve de nos jours dans le jardin Hama-Rikyū.
Le Zenken kojitsu imprime même sa marque sur l'éducation publique. Divers matériels pédagogiques, notamment le livre d'éthique de 1881 幼学綱要 (Yōgaku-Kōyō), publié par Motoda Nagasane (元田永孚) et illustré par Matsumoto Fūko, et le manuel d'histoire pour les écoles élémentaires de 1891 Histoire pour l'école élémentaire supérieure (高等小学歴史), illustré par l'artiste de style occidental Indō Matate (印藤真楯), montre son influence dans leurs représentations des héros historiques.
Au début du XXe siècle cependant, même cette œuvre populaire paraît démodée. Shikō Imamura, Yasuda Yukihiko, Seison Maeda, Kokei Kobayashi, et les autres membres de la génération suivante de l'art historique japonais, les disciples des disciples de Yōsai, continuent à produire des œuvres basées sur le Zenken kojitsu durant leurs études. Cependant, comme leur attention s'éloigne de l'exactitude historique et de la recherche des coutumes pour s'intéresser aux expressions de l'individualité et de la beauté artistique, ils cessent de revenir sur le Zenken kojitsu.

## Source de la traduction
- (en) Cet article est partiellement ou en totalité issu de l’article de Wikipédia en anglais intitulé « Zenken kojitsu » (voir la liste des auteurs).